# Шарч
Шарч (пол. Szarcz, нім. Scharzig) — село в Польщі, у гміні Пщев Мендзижецького повіту Любуського воєводства.
Населення — 297 осіб (2011).
У 1975-1998 роках село належало до Гожовського воєводства.

## Демографія
Демографічна структура станом на 31 березня 2011 року:
|          | Загалом | Допрацездатний вік | Працездатний вік | Постпрацездатний вік |
| -------- | ------- | ------------------ | ---------------- | -------------------- |
| Чоловіки | 119     | 22                 | 90               | 7                    |
| Жінки    | 178     | 28                 | 123              | 27                   |
| Разом    | 297     | 50                 | 213              | 34                   |